# 1948
| 1948                                                         |
| ------------------------------------------------------------ |
| Dødsfald - Fødsler                                           |
| • Begivenheder • Film • Litteratur • Musik • Politik • Sport |

| Gregoriansk kalender | 1948 MCMXLVIII          |
| Ab urbe condita      | 2701                    |
| Armensk kalender     | 1397 ԹՎ ՌՅՂԷ            |
| Kinesiske kalender   | 4644 – 4645 丁亥 – 戊子 |
| Etiopisk kalender    | 1940 – 1941             |
| Jødisk kalender      | 5708 – 5709             |
| Hindukalendere       |                         |
| - Vikram Samvat      | 2003 – 2004             |
| - Shaka Samvat       | 1870 – 1871             |
| - Kali Yuga          | 5049 – 5050             |
| Iransk kalender      | 1326 – 1327             |
| Islamisk kalender    | 1367 – 1368             |

Konge i Danmark: Frederik 9. 1947-1972
Se også 1948 (tal)

## Begivenheder

### Januar
- 1. januar – British Railways nationaliseres.
- 4. januar – Burma bliver en selvstændig stat
- 13. januar - en bekendtgørelse fra undervisningsministeriet ændrer følgende retskrivningsregler: Almindelige navneord skrives ikke længere med stort, "å" bruges i stedet for "aa", og datidsformerne "kunde", "skulde" og "vilde" skrives fremover "kunne", "skulle", "ville" ligesom navnemåden
- 30. januar - Indiens leder Mahatma Gandhi dræbes ved et attentat af en hinduistisk ekstremist
- 31. januar - Mahatma Gandhi kremeres på bredden af Ganges i Indien

### Februar
- 4. februar - Sri Lanka opnår uafhængighed fra Storbritannien
- 16. februar – Gerard P. Kuiper opdager Uranus-månen Miranda
- 25. februar – Tjekkoslovakiets præsident Edvard Beneš giver under Pragkuppet efter for kommunistisk pres og tvinges til at indsætte en kommunistisk regering under ledelse af Klement Gottwald

### Marts
- 10. marts - de første tre kvindelige præster i Danmark bliver ordineret
- 17. marts – Belgien, Frankrig, Luxemborg, Holland og Storbritannien indgår Bruxelles-traktaten, der er en forløber for Vestunionen.
- 22. marts – Retskrivningsreformen bliver gennemført under navnet Bekendtgørelse om ændringer i retskrivningen. Reformen træder i kraft den 1. april.

### April
- Usædvanlig høj middeltemperatur for Danmark på 8.4 grader, hvilket var den højeste middeltemperatur siden 1874.[1]
- 1. april – Færøerne opnår selvstyre fra Danmark.
- 3. april – USA's præsident Harry Truman underskriver Marshallplanen, der muliggør støtte med 5 milliarder dollars til 16 lande, herunder Danmark.
- 7. april - WHO - World Health Organisation - stiftes af FN

### Maj
- 7. maj - Europarådet grundlægges
- 14. maj – det britiske FN-mandat for Palæstina udløber, og Israel dannes ved Den israelske uafhængighedserklæring
- 14. maj - Israels første premierminister David Ben-Gurion proklamerer staten Israel. En jødisk overgangsregering dannes ved afslutning af det britiske mandat for Palæstina
- 15. maj - ved udløbet af den britiske overhøjhed over Mandatområdet i Palæstina og den efterfølgende udråbelse af Israel som selvstændig stat, invaderes landet af tropper fra Egypten, Libanon, Transjordanien, Libanon, Syrien, Irak og Saudi-Arabien og Den arabisk-israelske krig (1948) er en realitet
- 16. maj - Chaim Weizmann bliver valgt som Israels første præsident

### Juni
- 1. juni – Rygeforbud i danske biografer som indført ved Justitsministeriets bekendtgørelse af 24. maj 1948 træder i kraft. Bekendtgørelsens titel er: Bekendtgørelse om Forbud mod Tobaksrygning i Biografteatre mv..
- Ridebanespringning blev første gang vist i tv i England under de Olympiske Lege på Wembley
- 9. juni - Dansk Tipstjeneste oprettes
- 11. juni - rutebåden Kjøbenhavn rammer en søminde og synker Kattegat - 48 mister livet[2]
- 21. juni – D-marken indføres som valuta i Vesttyskland
- 24. juni - Vestmagterne etablerer en luftbro til Berlin, efter at Sovjetunionen har iværksat en total blokade af byen
- 28. juni - den danske stat begynder at udstede præmieobligationer for at opsuge ledige penge og begrænse forbruget
- 30. juni – Bell Labs annoncerer opfindelsen af transistoren

### Juli
- 14. juli - i Gråsten kører Dronning Ingrid galt i Krone 411, med de to prinsesser, otte-årige Margrethe og hendes lillesøster, Anne-Marie. Alle slipper med skrammer[3]
- 16. juli - Nazareth kapitulerer til israelske styrker i Israels uafhængighedskrig

### August
- 25. august – House Un-American Activities Committee gennemfører sin første tv-transmitterede høring

### September
- 4. september – Dronning Wilhelmina af Nederland abdicerer til fordel for sin datter Juliana, der tiltræder som ny dronning to dage senere
- 9. september - Kim Il-sung erklærer dannelsen af den nordkoreanske Folkerepublik og gør samtidig krav på hele den koreanske halvø
- 24. september - Honda Motor Company grundlægges i Japan

### Oktober
- 12. oktober - den første Morris Minor, designet af Sir Alec Issigonis, ruller af samlebåndet på fabrikken i Cowley, Oxfordshire

### November
- 2. november – Harry S. Truman vinder det amerikanske præsidentvalg i konkurrence med den republikanske kandidat Thomas E. Dewey og sydstatskandidaten Strom Thurmond
- 3. november - Harry S. Truman vælges til USA's 33. præsident

### December
- 10. december – FN's generalforsamling vedtager Verdenserklæringen om Menneskerettighederne.

## Født

### Januar
- 1. januar – Bernard Thévenet, fransk cykelrytter.
- 3. januar – Steen Ankerdal, dansk sportsjournalist (død 2014).
- 7. januar – Kenny Loggins, amerikansk sanger og musiker.
- 10. januar – Donald Fagen, amerikansk musiker.
- 14. januar – Carl Weathers, amerikansk skuespiller.
- 14. januar - Valerij Kharlamov, sovjetisk ishockeyspiller (død 1981).
- 16. januar – John Carpenter, amerikansk filminstruktør.
- 27. januar – Mikhail Baryshnikov, russisk danser og skuespiller.
- 30. januar – Akira Yoshino, japansk kemiker.

### Februar
- 1. februar – Rick James, amerikansk sangerskriver og musiker (død 2004).
- 4. februar – Alice Cooper, amerikansk sanger og musiker.
- 5. februar – Tom Wilkinson, engelsk skuespiller (død 2023).
- 5. februar – Sven-Göran Eriksson, svensk fodboldspiller og -træner (død 2024).
- 5. februar – Barbara Hershey, amerikansk skuespillerinde.
- 12. februar – Ray Kurzweil, amerikansk opfinder.
- 16. februar – Eckhart Tolle, canadisk forfatter
- 19. februar – Tony Iommi, engelsk heavy metal guitarist.
- 20. februar – Larry Rapp, amerikansk skuespiller.
- 22. februar – Suzanne Bjerrehuus, dansk jurist.
- 28. februar − Birgitte Andersen, dansk dommer.

### Marts
- 3. marts – Leif Roden, dansk musiker (død 2010).
- 5. marts – Henrik Hall, dansk sanger, sangskriver og musiker (død 2011).
- 12. marts – Ole Thestrup, dansk skuespiller (død 2018).
- 12. marts – James Taylor, amerikansk musiker.
- 14. marts – Billy Crystal, amerikansk skuespiller.
- 14. marts – Theo Jansen, hollandsk kunstner.
- 17. marts – William Gibson, canadisk science fiction-forfatter.
- 20. marts – John de Lancie, amerikansk skuespiller.
- 21. marts – Bjørn Uglebjerg, dansk trommeslager (død 1994).
- 22. marts – Andrew Lloyd Webber, engelsk komponist.
- 25. marts – Bonnie Bedelia, amerikansk skuespillerinde.
- 26. marts – Steven Tyler, amerikansk sanger og musiker.
- 28. marts – Dianne Wiest, amerikansk skuespillerinde.
- 31. marts – Al Gore, amerikansk politiker.

### April
- 2. april – Roald Als, dansk forfatter og satiretegner.
- 3. april – Jaap de Hoop Scheffer, hollandsk politiker og tidligere generalsekretær for NATO.
- 4. april – Dan Simmons, amerikansk forfatter.
- 15. april – Michael Kamen, amerikansk dirigent og musiker (død 2003).
- 22. april – Jan Kaspersen, dansk pianist, musiker og komponist.
- 28. april – Terry Pratchett, engelsk forfatter (død 2015).

### Maj
- 5. maj – Bill Ward, engelsk trommeslager.
- 11. maj – Pam Ferris, britisk skuespillerinde.
- 12. maj – Steve Winwood, engelsk sanger og guitarist.
- 15. maj – Brian Eno, engelsk musiker og producer.
- 16. maj – Jesper Christensen, dansk skuespiller.
- 17. maj – Esper Hagen, dansk skuespiller (død 2015).
- 19. maj – Grace Jones, jamaicansk sangerinde.
- 21. maj - Jonathan Hyde, australsk-engelsk skuespiller.
- 25. maj – Klaus Meine, tysk forsanger i bandet Scorpions.
- 26. maj - Stevie Nicks, amerikansk sangerinde.
- 28. maj - Ole Mørch, dansk fodboldtræner.
- 30. maj - Catherine Hakim, britisk sociolog.

### Juni
- 1. juni – Powers Boothe, amerikansk skuespiller (død 2017).
- 5. juni – Claus Strandberg, dansk skuespiller (død 2004).
- 5. juni – John Hatting, dansk sanger og sangskriver (død 2013).
- 7. juni – Peter Salskov, dansk journalist, forfatter og chefredaktør (død 2006).
- 21. juni – Andrzej Sapkowski, polsk fantasy-forfatter.
- 23. juni – Clarence Thomas, amerikansk advokat.
- 28. juni – Kathy Bates, amerikansk skuespillerinde.
- 29. juni − Katty Tørnæs, dansk direktør og politiker (død 2000).

### Juli
- 3. juli - Ane Mærsk Mc-Kinney Uggla, dansk skibsrederarving.
- 4. juli - Tommy Körberg, svensk sanger og skuespiller.
- 6. juli - Nathalie Baye, fransk skuespillerinde.
- 12. juli - Richard Simmons, amerikansk skuespiller  (død 2024).
- 13. juli - Alf Hansen, norsk roer og olympisk guldvinder.
- 16. juli - Lars Lagerbäck, svensk fodboldspiller.
- 18. juli - Hartmut Michel, tysk biokemiker.
- 21. juli - Cat Stevens, britisk sanger.
- 27. juli - Hans Rosling, svensk læge og professor (død 2017).
- 28. juli - Ruud Geels, hollandsk fodboldspiller (død 2023).
- 30. juli - Jean Reno, fransk skuespiller.

### August
- 3. august – Jean-Pierre Raffarin, fransk politiker
- 6. august – Lars Larsen, dansk forretningsmand (død 2019).
- 7. august – James P. Allison, amerikansk immunolog.
- 12. august – Mizengo Pinda, tanzaniansk politiker.
- 19. august – Erik Lund, borgmester i Allerød Kommune.
- 20. august – John Noble, australsk skuespiller.
- 20. august – Robert Plant, engelsk sanger.
- 24. august – Sauli Niinistö, finsk præsident.

### September
- 1. september – Birthe Kjær, dansk popsangerinde.
- 7. september – Khalifa bin Zayed Al Nahyan, præsident af de Forenede Arabiske Emirater (død 2022).
- 7. september - Lise Egholm, dansk skoleleder.
- 17. september – John Ritter, amerikansk skuespiller (død 2003).
- 19. september – Jeremy Irons, engelsk skuespiller.
- 20. september – George R.R. Martin, amerikansk forfatter.
- 22. september – Mark Phillips, britisk hestesportsmand.
- 23. september – Jørgen Mads Clausen, dansk direktør.
- 24. september – Phil Hartman, amerikansk skuespiller (The Simpsons) (død 1998). – myrdet
- 26. september – Olivia Newton-John, engelsk-australsk sangerinde (død 2022).
- 29. september – Theo Jörgensmann, tysk musiker.

### Oktober
- 6. oktober – Gerry Adams, irsk politiker og leder af partiet Sinn Fein.
- 8. oktober – Hans Engell, dansk journalist og politisk kommentator.
- 9. oktober – Jackson Browne, amerikansk sanger og musiker.
- 13. oktober – Nusrat Fateh Ali Khan, pakistansk sanger (død 1997).
- 17. oktober – Margot Kidder, canadisk-amerikansk skuespillerinde (død 2018).
- 19. oktober – Hugo Hørlych Karlsen, dansk forfatter, litteratur- og kulturhistoriker.
- 29. oktober – Kate Jackson, amerikansk skuespillerinde.
- 31. oktober – Lene Hansen, dansk folketingsmedlem.
- 31. oktober – Michael Kitchen, engelsk skuespiller.

### November
- 6. november – Bent Hansen, dansk amtsborgmester og regionsrådsformand.
- 9. november – Bille August, dansk filminstruktør.
- 11. november – Vincent Schiavelli, amerikansk skuespiller (død 2005).
- 14. november – Charles, prins af Wales, engelsk prins.
- 16. november – Bente Eskesen, dansk skuespillerinde.
- 19. november – Mimi Jakobsen, dansk generalsekretær for Red Barnet og tidligere politiker og minister.
- 20. november – Barbara Hendricks, amerikansk operasangerinde.
- 20. november – John R. Bolton, amerikansk politiker.
- 21. november – Michel Suleiman, libanesisk præsident.
- 26. november - Elizabeth Blackburn, australsk-født amerikansk biologisk forsker og modtager af Nobelprisen i medicin 2009.
- 30. november – Michael Hardinger, svensk-dansk musiker.

### December
- 3. december – Ozzy Osbourne, engelsk sanger og musiker.
- 6. december – Yoshihide Suga, japansk politiker.
- 6. december – Reinhardt Møbjerg Kristensen, dansk biolog.
- 6. december – JoBeth Williams, amerikansk skuespillerinde.
- 7. december – Mads Vinding, dansk musiker.
- 8. december – Per Bak, dansk teoretisk fysiker (død 2002).
- 11. december – Sonja Oppenhagen, dansk skuespillerinde.
- 12. december – Marcelo Rebelo de Sousa, portugisisk præsident.
- 14. december – Peter Thorup, dansk sanger, guitarist og musikproducer (død 2007).
- 14. december – Dee Wallace, amerikansk skuespillerinde.
- 17. december – Kemal Kılıçdaroğlu, tyrkisk politiker.
- 18. december – Nis Boesdal, dansk forfatter, journalist og radiovært.
- 20. december – Alan Parsons, engelsk musiker.
- 21. december – Samuel L. Jackson, amerikansk skuespiller.
- 23. december – David Davis, britisk politiker.
- 27. december – Gérard Depardieu, fransk skuespiller.
- 29. december – Poul Fischer, dansk folketingspolitiker.
- 29. december – Peter Robinson, nordirsk politiker.
- 31. december – Donna Summer, amerikansk sangerinde (død 2012).
- 31. december – Sandy Jardine, skotsk fodboldspiller (død 2014).

## Dødsfald

### Januar
- 12. januar – P. Munch, dansk politiker og udenrigsminister (født 1870).
- 18. januar – Sigurd Jacobsen, dansk overretssagfører, der bragte wienerbørnene til Danmark (født 1882).
- 30. januar – Mahatma Gandhi, indisk politiker (født 1869). – myrdet
- 30. januar – Orville Wright, amerikansk flypioner (født 1871).

### Februar
- 11. februar – Sergei Eisenstein, russisk filminstruktør (født 1898).
- 27. februar – Svend Hammershøi, dansk maler og keramiker (født 1873).

### Marts
- 4. marts – Antonin Artaud, fransk dramatiker, skuespiller og instruktør (født 1896).
- 30. marts – Theodor Hauch-Fausbøll, dansk personalhistoriker (født 1879).

### April
- 13. april – John Christmas Møller, dansk politiker og udenrigsminister (født 1894).
- 15. april – Manuel Roxas, filippinsk præsident (født 1892).
- 21. april – Vilhelm Grønbech, dansk forfatter, historiker og professor (født 1873).

### Maj
- 24. maj – L.A. Hjarne, dansk filmarkitekt og dekorationsmaler (født 1880).
- 29. maj – Søren Peter Larsen, dansk politiker (født 1888).

### Juni
- 6. juni – Louis Lumière, fransk filmpioner (født 1864).
- 14. juni – Ellen Jørgensen, dansk historiker og professor (født 1877).

### Juli
- 15. juli – John J. Pershing, amerikansk general (født 1860).
- 23. juli – D.W. Griffith, amerikansk filminstruktør (født 1875).

### August
- 9. august – Hugo Boss, tysk grundlægger (født 1885).
- 16. august – Babe Ruth, amerikansk baseballspiller (født 1894).
- 21. august – Ole Falkentorp, dansk arkitekt (født 1886).
- 27. august - Charles Evans Hughes, amerikansk advokat og minister (født 1862).
- 31. august – Janus Djurhuus, færøsk digter (født 1881).

### September
- 1. september – Per Knutzon, dansk sceneinstruktør (født 1897).
- 2. september – Sylvanus Morley, amerikansk arkæolog, epigraf og mayaforsker (født 1883).
- 3. september – Edvard Beneš, tjekkisk statsmand og præsident (født 1884).
- 13. september – Paul Wegener, tysk skuespiller (født 1874).
- 17. september – Folke Bernadotte, svensk diplomat (født 1895). – myrdet

### Oktober
- 13. oktober – Eiler Nystrøm, dansk arkivar (født 1874).
- 13. oktober – Samuel S. Hinds, amerikansk filmskuespiller (født 1875).
- 24. oktober – Franz Lehár, ungarsk komponist (født 1870).

### November
- 1. november – Harald Lønborg-Jensen, dansk arkitekt (født 1871).

### December
- 1. december – Herman Vedel, dansk maler (født 1875).
- 14. december – Viggo Barfoed, dansk forfatter (født 1895).
- 19. december – Jens Møller-Jensen, dansk maler, arkitekt og kunsthåndværker (født 1869).
- 23. december – Hideki Tojo, japansk general og premierminister (født 1884). – henrettet

## Nobelprisen
- Fysik – Patrick Blackett
- Kemi – Arne Wilhelm Kaurin Tiselius
- Medicin – Paul Hermann Müller
- Litteratur – Thomas Stearns Eliot
- Fred – Ingen uddeling. (Skulle have gået til Mahatma Gandhi)

## Sport
- 29. juli – De 14. moderne Olympiske Lege åbnes i London, England. Sommer-OL 1948 er de første Olympiske lege siden 1936. I musikkonkurrencen vinder Erling Brene bronze for kor- og orkesterværket Vigueur, mens Josef Petersen i litteraturkonkurrencen får sølv for Den Olympiske Mester. .
- 13. august – Det danske fodboldlandshold vinder bronzemedalje ved OL i London, da holdet besejrer værtsnationen England 5-3.
- 29. oktober – Verdensmesteren i fjervægt, bokseren Willie Peps sejrsrække på 73 vundne kampe bliver brudt, da han bliver stoppet i 4. omgang af VM-kampen i Madison Square Garden mod udfordreren Sandy Saddler.

## Film
- 29. april - den danske filmpris, Bodilprisen, uddeles for første gang i København
- Hr. Petit, dansk film.
- Hvor er far?, dansk film.
- I de lyse nætter, dansk film.
- Kristinus Bergman, dansk film.
- Mens porten var lukket, dansk film.
- Penge som græs, dansk film.
- Støt står den danske sømand, dansk film.
- Tre år efter, dansk film.